# Olympische Winterspiele 1976/Teilnehmer (Polen)
| Gelbes Symbol für Goldmedaillen mit stilisierten Olympischen Ringen | Graues Symbol für Silbermedaillen mit stilisierten Olympischen Ringen | Braundes Symbol für Bronzemedaillen mit stilisierten Olympischen Ringen |
| ------------------------------------------------------------------- | --------------------------------------------------------------------- | ----------------------------------------------------------------------- |
| —                                                                   | —                                                                     | —                                                                       |

Polen nahm an den Olympischen Winterspielen 1976 in Innsbruck mit einer Delegation von 56 (43 Männer, 13 Frauen) Athleten teil. Der Biathlet Wojciech Truchan wurde als Fahnenträger für die Eröffnungsfeier ausgewählt.

## Teilnehmer nach Sportarten

### Ski Alpin
Herren:
- Roman Dereziński
Abfahrt: 52. Platz – 1:56,33 min
Riesenslalom: 38. Platz – 3:53,71 min
Slalom: 21. Platz – 2:14,73 min
- Jan Bachleda-Curuś
Slalom: 11. Platz – 2:08,81 min

### Biathlon
Herren:
- Ludwik Zięba
4 × 7,5 km Staffel: 12. Platz – 2:11:46,54 h; 9 Fehler
- Wojciech Truchan
20 km: 28. Platz – 1:24:09,93 h; 7 Fehler
4 × 7,5 km Staffel: 12. Platz – 2:11:46,54 h; 9 Fehler
- Jan Szpunar
20 km: 19. Platz – 1:21:27,20 h; 4 Fehler
4 × 7,5 km Staffel: 12. Platz – 2:11:46,54 h; 9 Fehler
- Andrzej Rapacz
20 km: 46. Platz – 1:28:30,82 h; 10 Fehler
4 × 7,5 km Staffel: 12. Platz – 2:11:46,54 h; 9 Fehler

### Eishockey
Herren: 6. Platz
| - Stefan Chowaniec - Robert Góralczyk - Andrzej Iskrzycki - Kordian Jajszczok - Mieczysław Jaskierski - Wiesław Jobczyk - Marian Kajzerek - Leszek Kokoszka - Walery Kosyl | - Marek Marcińczak - Tadeusz Obłój - Jerzy Potz - Henryk Pytel - Andrzej Słowakiewicz - Andrzej Tkacz - Andrzej Zabawa - Walenty Ziętara - Karol Żurek |

### Eiskunstlauf
| Frauen: - Grażyna Dudek 18. Platz | Eistanz: - Teresa Weyna / Piotr Bojańczyk 9. Platz |

### Eisschnelllauf
Damen:
- Janina Korowicka
1000 m: 26. Platz – 1:35,81 min
1500 m: 19. Platz – 2:24,30 min
3000 m: 16. Platz – 4:57,48 min
- Ewa Malewicka
500 m: 26. Platz – 46,67 s
1000 m: 19. Platz – 1:33,89 min
1500 m: 18. Platz – 2:24,26 min
3000 m: 25. Platz – 5:08,79 min
- Stanisława Pietruszczak
500 m: 14. Platz – 44,68 s
- Erwina Ryś
500 m: 18. Platz – 45,37 s
1000 m: 10. Platz – 1:31,59 min
1500 m: 8. Platz – 2:19,69 min
3000 m: 10. Platz – 4:50,95 min

### Rodeln
| Damen: - Teresa Bugajczyk 12. Platz – 2:53,929 min - Halina Kanasz 14. Platz – 2:56,335 min - Barbara Piecha 13. Platz – 2:54,960 min | Herren: - Jan Kasielski 12. Platz – 3:34,189 min - Andrzej Piekoszewski 19. Platz – 3:36,259 min - Mirosław Więckowski 16. Platz – 3:35,220 min | Doppelsitzer: - Jan Kasielski / Andrzej Żyła 10. Platz – 1:27,737 min - Andrzej Kozik / Mirosław Więckowski 12. Platz – 1:28,002 min |

### Ski Nordisch

#### Langlauf
| Damen: - Anna Gębala-Duraj 5 km: 31. Platz – 17:58,91 min 10 km: 27. Platz – 33:13,21 min 4 × 5 km Staffel: 8. Platz – 1:14:13,40 h - Władysława Majerczyk 5 km: 24. Platz – 17:29,01 min 10 km: 20. Platz – 32:30,68 min 4 × 5 km Staffel: 8. Platz – 1:14:13,40 h - Anna Pawlusiak 5 km: 25. Platz – 17:29,61 min 10 km: 26. Platz – 33:01,47 min 4 × 5 km Staffel: 8. Platz – 1:14:13,40 h - Maria Trebunia 5 km: 36. Platz – 18:21,64 min 10 km: 33. Platz – 34:14,44 min 4 × 5 km Staffel: 8. Platz – 1:14:13,40 h | Herren: - Jan Dragon 15 km: DNF 4 × 10 km Staffel: 13. Platz – 2:16:06,63 h - Wiesław Gębala 15 km: 22. Platz – 46:59,00 min 30 km: 20. Platz – 1:35:09,65,88 h 50 km: DNF 4 × 10 km Staffel: 13. Platz – 2:16:06,63 h - Jerzy Koryciak 30 km: 47. Rang – 1:39:02,46 h 50 km: DNF - Władysław Podgórski 15 km: 44. Platz – 48:18,62 min 30 km: DNF 4 × 10 km Staffel: 13. Platz – 2:16:06,63 h - Jan Staszel 15 km: 40. Platz – 48:04,31 min 30 km: 24. Platz – 1:35:46,82 h 50 km: DNF 4 × 10 km Staffel: 13. Platz – 2:16:06,63 h |

#### Nordische Kombination
Herren:
- Stefan Hula
16. Platz
- Stanisław Kawulok
DNF
- Jan Legierski
18. Platz
- Marek Pach
20. Platz

#### Skispringen
Herren:
- Stanisław Bobak
Normalschanze: 28. Platz – 211,0 Punkte
Großschanze: 37. Platz – 168,0 Punkte
- Adam Krzysztofiak
Normalschanze: 38. Platz – 205,8 Punkte
- Marek Pach
Großschanze: 40. Platz – 164,7 Punkte
- Tadeusz Pawlusiak
Normalschanze: 31. Platz – 210,2 Punkte
Großschanze: 52. Platz – 130,8 Punkte
- Janusz Waluś
Normalschanze: 52. Platz – 185,2 Punkte
Großschanze: 39. Platz – 167,5 Punkte